# Історія кохання і кинджала
«Історія кохання і кинджала» (італ. Er Piu:storia d'amore e di coltello) — італійська комедія, що вийшла 18 вересня 1971 року. Фільм з Адріано Челентано і Клаудією Морі у головних ролях.

## Сюжет
Крутий бандит Ніно (Адріано Челентано), що тримає в страху цілий квартал Риму, повертається з в'язниці. Він дізнається, що за його нареченою, красунею Розою (Клаудія Морі), доглядає м'ясник Агусто. Такого нахабства Ніно не міг стерпіти. У хід пішов ніж. Але у небіжчика залишилися три брати. Тепер кривавої вендети не уникнути.

## У ролях
- Адріано Челентано — Ніно Петроні
- Клаудія Морі — Роза Турбіне
- Фіоренцо Фіорентіні — Ігнаціо
- Вітторіо Капріолі — «китаєць»
- Ромоло Валлі — «фельдфебель»
- Джанні Маччіа — Огусто ді Лоренцо
- Мауріціо Арена — Бартоло ді Лоренцо
- Нінетто Даволі — Антоніо Черіно
- Джино Сантерколе — Вердіччіо
- Аніта Дюранте — мати Ніно

## Знімальна група
- Режисер — Серджо Корбуччі;
- Сценарій — Маріо Амендола, Сабатіно Чіуффіні, Серджо Корбуччі;
- Продюсер — Сальваторе Ардженто;
- Оператор — Паскуаліно Де Сантіс;
- Композитор — Карло Рустікеллі;
- Художник — Джантіто Бурк'єлларо, Енріко Саббатіні, Джованні Наталуччі;
- Монтаж — Еудженіо Алабісо.

## Музика
У 1971 році Адріано Челентано випустив однойменний альбом «Er Piu' (Storia D'Amore E Di Coltello)», що містив саундтреки до фільму.